# Uniwersytet w Bergen

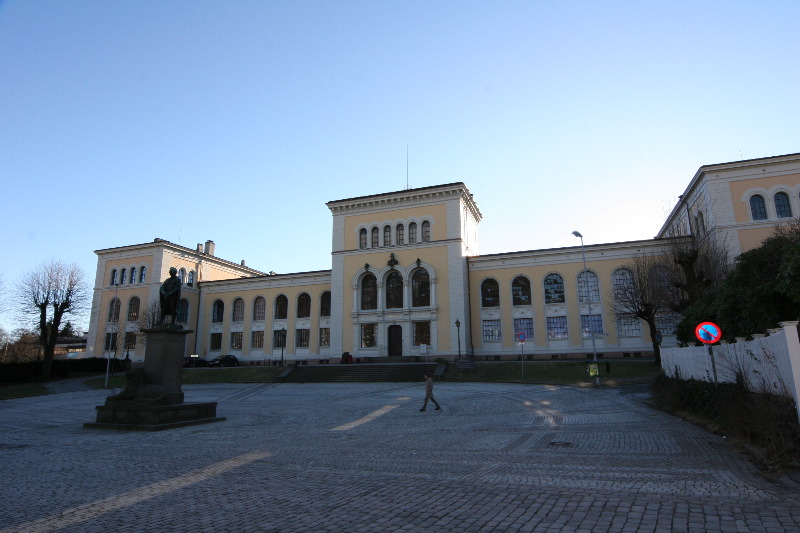
Muzeum Uniwersyteckie

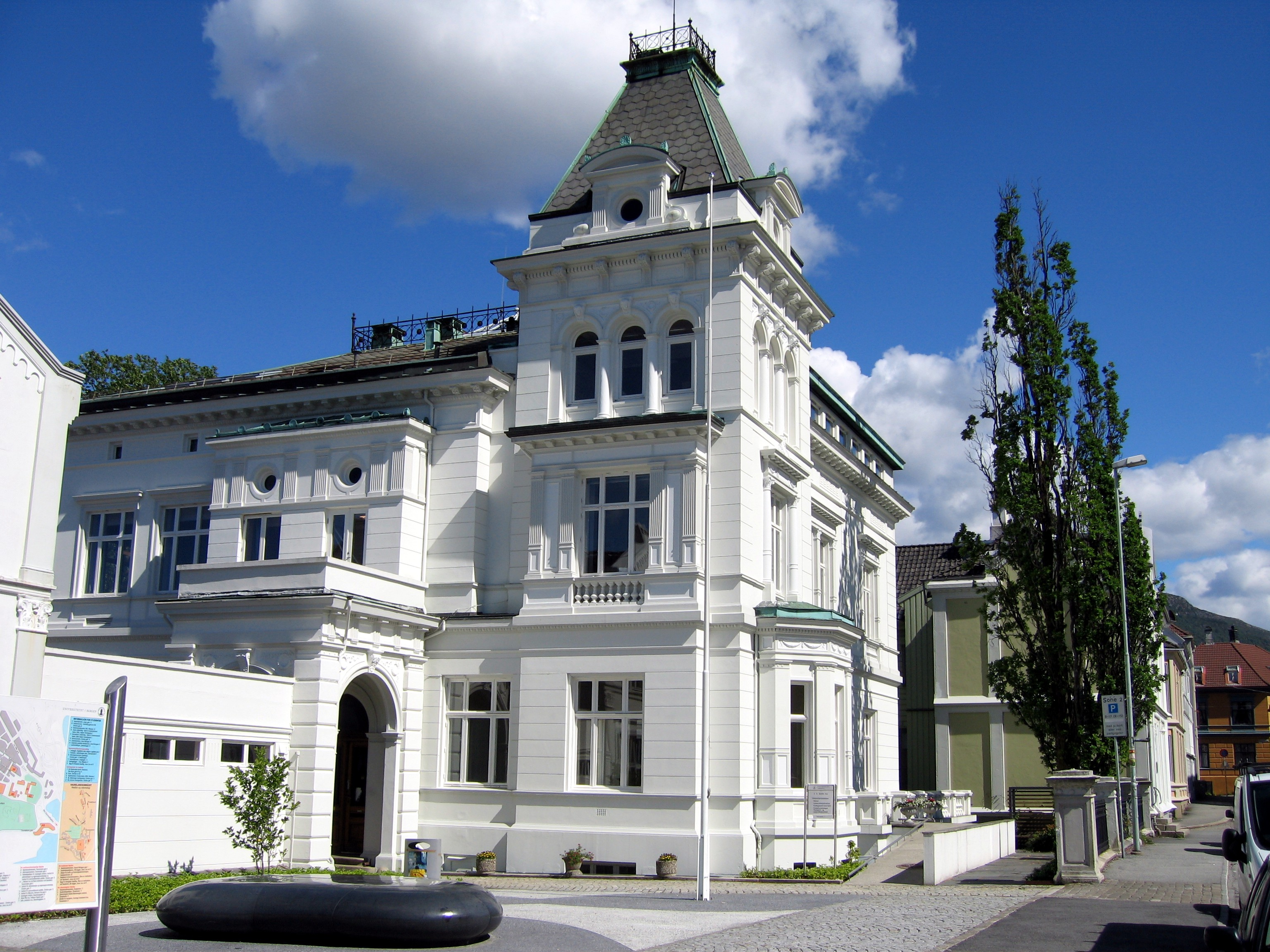
Biuro rektora

Uniwersytet w Bergen (norw. Universitetet i Bergen) – norweska uczelnia publiczna z siedzibą w Bergen. Uniwersytet został założony w 1946 roku. Jest jednym z dziesięciu uniwersytetów w Norwegii. Zaraz po uniwersytecie w Oslo i w Trondheim jest trzecim co do wielkości uniwersytetem w Norwegii. Kształci się na nim około 18 500 studentów, z czego 2000 to zagraniczni studenci, a zatrudnionych jest blisko 4000 pracowników. Do kampusu należy też Uniwersyteckie Muzeum Bergen. Miasto Bergen jest otoczone siedmioma górami, co jest też odzwierciedlone w godle uniwersyteckim.

## Historia
Uniwersytet powstał dopiero 30 sierpnia 1946 po wejściu w życie ustawy o utworzeniu uniwersytetu w Bergen z 9 kwietnia 1946. Po uniwersytecie w Oslo jest obecnie najstarszym uniwersytetem w Norwegii. Aktywność naukowa istniała w Bergen natomiast już od powstania Szkoły Katedralnej w roku 1153. Aktywność naukową i badawczą w mieście zintensyfikowało założone w roku 1825 muzeum Bergen, dzisiaj znane pod nazwą Uniwersyteckie Muzeum Bergen. Od roku 2013 rektorem uniwersytetu jest Dag Rune Olsen, który w 2017 roku został ponownie wybrany na czteroletnią kadencję.

## Ranking
W 2020 roku uniwersytet znalazł się na 98 miejscu w Europie i 201 miejscu na świecie w rankingu Times Higher Education World University Rankings, a według QS World University Rankings na 67 miejscu w Europie i na 163 miejscu na świecie.

## Organizacja akademicka
W skład Uniwersytetu w Bergen wchodzi 7 wydziałów, muzeum i biblioteka uniwersytecka.
Wydziały:
- Wydział Muzyki, Sztuki i Designu
- Wydział Nauk Humanistycznych
- Wydział Prawa
- Wydział Matematyki i Nauk Ścisłych
- Wydział Medycyny
- Wydział Psychologii
- Wydział Nauk Społecznych[5]